# Kalle Anka flyger i luften
Kalle Anka flyger i luften (engelska: Flying Jalopy) är en amerikansk animerad kortfilm med Kalle Anka från 1943.

## Handling
Kalle Anka får ett begagnat flygplan helt gratis av Ben Buzzard. Men innan han flyger lurar Buzzard honom att skriva på en försäkring som gör att Buzzard får pengar om Kalle skadar sig. Buzzard gör sedan allt för att få Kalle att störta.

## Om filmen
Filmen hade svensk premiär den 20 november 1944 på biografen Spegeln i Stockholm.

## Rollista
- Clarence Nash – Kalle Anka[5]